# 투어리스트 (2010년 영화)
《투어리스트》(영어: The Tourist)는 2010년 공개된 스릴러 영화이다. 2005년 프랑스 영화 《안소니 짐머》를 리메이크한 작품이다. 플로리안 헨켈 폰 도너스마르크 감독이 연출하였고 도너스마르크와 크리스토퍼 매쿼리가 각본을 썼다. 안젤리나 졸리가 주인공 엘리스 역, 폴 베타니가 존 아처슨 수사관 역, 조니 뎁이 프랭크 튜플로 역으로 출연했다.

## 줄거리
영국 여성 엘리스는 파리에서 스코틀랜드 야드의 지시를 받는 프랑스 경찰에게 미행당한다. 이들은 엘리스의 연인으로 막대한 탈세 혐의와 성형 수술로 모습을 바꾼 알렉산더 피어스를 찾고 있다. 동시에 피어스에게 거액을 도난당한 마피아 두목 쇼 역시 그를 추적한다. 엘리스는 피어스로부터 베니스로 가는 기차에서 다른 남자를 선택해 경찰이 그를 피어스로 착각하도록 하라는 지시를 받는다.
기차에서 엘리스는 위스콘신 출신 수학 교사 프랭크를 선택한다. 쇼는 경찰 내통자를 통해 피어스가 엘리스와 함께 베니스로 가고 있다는 정보를 얻고 즉시 베니스로 향한다. 베니스에서 엘리스는 프랭크와 함께 호텔에 머물다 무도회에 참석하라는 피어스의 지시를 받고 프랭크를 떠난다. 이후 프랭크는 쇼의 추격을 받지만 엘리스의 도움으로 탈출하고, 그녀는 프랭크에게 집으로 돌아가라고 한다.
엘리스는 스코틀랜드 야드 요원이었지만 피어스와의 관계로 인해 정직당한 상태였다. 그녀는 피어스를 잡기 위한 작전에 참여하기로 동의한다. 무도회에서 엘리스는 피어스로 추정되는 인물로부터 쪽지를 받지만, 프랭크가 나타나 그녀에게 춤을 청한다. 경찰은 프랭크를 보호 감금하고, 엘리스는 쪽지의 지시에 따라 쇼와 경찰의 추격을 받으며 피어스의 은신처로 향한다.
쇼는 엘리스를 인질로 잡고 피어스가 숨긴 돈의 위치를 알아내려 한다. 경찰이 상황을 감시하는 동안 프랭크는 탈출하여 쇼에게 자신이 피어스라고 주장하며 엘리스를 풀어주면 금고를 열겠다고 한다. 경찰은 쇼를 사살하고, 엘리스는 정직에서 풀려난다.
경찰은 피어스를 찾았다고 생각했지만, 붙잡힌 남자는 단지 지시를 따랐을 뿐인 여행자였다. 엘리스는 프랭크에게 사랑을 고백하지만 피어스도 사랑한다고 말한다. 그때 프랭크는 금고 코드를 알고 있다는 사실이 밝혀지고, 그가 바로 성형 수술로 모습을 바꾼 알렉산더 피어스였음이 드러난다. 경찰이 금고를 열자 탈세액에 해당하는 수표가 발견되고, 피어스와 엘리스는 함께 떠난다.

## 출연

### 주연
- 안젤리나 졸리
- 조니 뎁

### 조연
- 폴 베타니
- 티모시 달튼
- 스티븐 버코프
- 루퍼스 스웰
- 브루노 월코위치
- 마메드 아레즈키

## 기타
- 원작자: 제롬 살레
- 공동제작: 데니스 오설리반
- 라인프로듀서: 데이빗 니콜스
- 미술: 존 허트먼
- 세트: 애너 핀녹
- 의상: 콜린 앳우드
- 배역: 수지 피기스